# Nesticus ramirezi
Espèce
Nesticus ramirezi est une espèce d'araignées aranéomorphes de la famille des Nesticidae.

## Distribution
Cette espèce se rencontre en Argentine dans la province de Misiones et au Brésil dans l'État de São Paulo,,.

## Description
Le mâle holotype mesure 1,70 mm et la femelle paratype 2,40 mm.

## Étymologie
Cette espèce est nommée en l'honneur de Martín J. Ramírez.

## Publication originale
- Ott & Lise, 2002 : On Nesticus from meridional South America (Araneae, Nesticidae). Iheringia, Série Zoologia, vol. 92, no 4, p. 59-71 (texte intégral).